# أمنية فيرونيكا (فلم)
أمنية فيرونيكا (بالإنجليزية: Veronica’s Wish) هو فيلم دراما أوغندي صدر سنة 2018 وأخرجته رحيمة نانفوكا. الفيلم من بطولة نيشا كاليما (فيرونيكا) وحسين ماشيما (مايكل) ومالايكا نيانزي (بانكيا) وسيمون بايز كاليما (فرانك). عُرض الفيلم لأول مرة في أوغندا في 17 نوفمبر 2018.
عُرض الفيلم في العديد من المهرجانات السينمائية الكُبرى في جميع أنحاء العالم، وأبرزها كان مهرجان السيليكون فالي السينمائي ومهرجان أوغندا السينمائي ومهرجان ماشاريكي للسينما الأفريقية.

## القصة
تدور أحداث الفيلم حول الثنائي مايكل وفيرونيكا. مايكل وفيرونيكا خطيبان وهُما في حب بعضهما البعض. تُصاب فيرونيكا بمرض غامض قبل أيام قليلة من زفافهما.

## طاقم التمثيل
- نيشا كاليما في دور فيرونيكا.
- حسين موشيما في دور مايكل.
- مالايكا نيانزي في دور بانكيا.
- سيمون بايز كاليما في دور فرانك.
- Jayant Maru
- آلان موسومبا.

## الترشيحات والجوائز
في الأسبوع الأول من عرضه، تلقى الفيلم 11 ترشيحًا في مهرجان أوغندا السينمائي 2018، وفاز لاحقًا بـ 9 جوائز ليصبح أكثر فيلم يفوز بجوائز المهرجان.
| الجوائز والترشيحات | الجوائز والترشيحات                    | الجوائز والترشيحات      | الجوائز والترشيحات | الجوائز والترشيحات | الجوائز والترشيحات   |
| السنة              | الجائزة                               | الفئة                   | مُستلم الجائزة      | النتيجة            | مراجع                |
| ------------------ | ------------------------------------- | ----------------------- | ------------------ | ------------------ | -------------------- |
| 2019               | جوائز أكاديمية زولو للسينما الأفريقية | أفضل مونتاج             | نيشا كاليما        | رُشِّح                | [ 10 ]               |
| 2019               | جوائز أكاديمية زولو للسينما الأفريقية | أفضل مُنتج               | نيشا كاليما        | رُشِّح                | [ 10 ]               |
| 2019               | جوائز أكاديمية زولو للسينما الأفريقية | أفضل مُمثلة في دور رئيسي | نيشا كاليما        | رُشِّح                | [ 10 ]               |
| 2019               | جوائز أكاديمية زولو للسينما الأفريقية | أفضل سيناريو            | نيشا كاليما        | رُشِّح                | [ 10 ]               |
| 2019               | جوائز أكاديمية زولو للسينما الأفريقية | أفضل مُمثلة في دور مساعد | مالايكا نيانزي     | رُشِّح                | [ 10 ]               |
| 2019               | جوائز أكاديمية زولو للسينما الأفريقية | أفضل مُمثل في دور رئيسي  | حسين موشيما        | رُشِّح                | [ 10 ]               |
| 2019               | جوائز أكاديمية زولو للسينما الأفريقية | أفضل مُخرج               | رحيمة نانفوكا      | رُشِّح                | [ 10 ]               |
| 2019               | مهرجان سينيما زيتو السينمائي الدولي   | أفضل فيلم روائي طويل    |                    | فوز                | [ 11 ]               |
| 2019               | مهرجان سينيما زيتو السينمائي الدولي   | أفضل مُمثلة              | نيشا كاليما        | فوز                | [ 11 ]               |
| 2019               | مهرجان سينيما زيتو السينمائي الدولي   | أفضل مُخرج               | رحيمة نانفوكا      | فوز                | [ 11 ]               |
| 2019               | مهرجان السيليكون فالي السينمائي       | أفضل فيلم روائي طويل    |                    | فوز                |                      |
| 2019               | مهرحان عموم أفريقيا في كاليفورنيا     | تنويه لجنة التحكيم      |                    | فوز                |                      |
| 2019               | مهرجان yولو السينمائي الدولي          | أفضل فيلم روائي طويل    |                    | رُشِّح                |                      |
| 2019               | مهرجان الساحل السابع للأفلام          | أفضل مُخرج               |                    | رُشِّح                |                      |
| 2019               | مهرجان الساحل السابع للأفلام          | أفضل تصوير سينمائي      |                    | رُشِّح                |                      |
| 2019               | مهرجان الساحل السابع للأفلام          | أفضل سيناريو            |                    | رُشِّح                |                      |
| 2019               | جوائز الأكاديمية الأفريقية للأفلام    | أفضل مكياج              | جوان نانتيج        | رُشِّح                | [ 12 ]               |
| 2019               | مهرجان مشاريكي للسينما الأفريقية      | أفضل فيلم روائي طويل    |                    | رُشِّح                | [ 13 ]               |
| 2018               | جوائز مهرجان أوغندا السينمائي(UFF)    | أفضل فيلم روائي طويل    |                    | فوز                | [ 14 ] [ 15 ] [ 16 ] |
| 2018               | جوائز مهرجان أوغندا السينمائي(UFF)    | أفضل مُخرج               | رحيمة نانفوكا      | فوز                | [ 14 ] [ 15 ] [ 16 ] |
| 2018               | جوائز مهرجان أوغندا السينمائي(UFF)    | أفضل مُمثلة              | نيشا كاليما        | فوز                | [ 14 ] [ 15 ] [ 16 ] |
| 2018               | جوائز مهرجان أوغندا السينمائي(UFF)    | أفضل مُمثل في فيلم       | حسين موشيما        | رُشِّح                | [ 14 ] [ 15 ] [ 16 ] |
| 2018               | جوائز مهرجان أوغندا السينمائي(UFF)    | أفضل مُمثل في دور مساعد  | سيمون بايز كاليما  | فوز                | [ 14 ] [ 15 ] [ 16 ] |
| 2018               | جوائز مهرجان أوغندا السينمائي(UFF)    | أفضل مُمثلة في دور مساعد | مالايكا نيانزي     | رُشِّح                | [ 14 ] [ 15 ] [ 16 ] |
| 2018               | جوائز مهرجان أوغندا السينمائي(UFF)    | أفضل تصميم أزياء        |                    | فوز                | [ 14 ] [ 15 ] [ 16 ] |
| 2018               | جوائز مهرجان أوغندا السينمائي(UFF)    | أفضل صوت                |                    | فوز                | [ 14 ] [ 15 ] [ 16 ] |
| 2018               | جوائز مهرجان أوغندا السينمائي(UFF)    | أفضل مونتاج             |                    | فوز                | [ 14 ] [ 15 ] [ 16 ] |
| 2018               | جوائز مهرجان أوغندا السينمائي(UFF)    | أفضل تصوير سينمائي      |                    | فوز                | [ 14 ] [ 15 ] [ 16 ] |
| 2018               | جوائز مهرجان أوغندا السينمائي(UFF)    | أفضل سيناريو            |                    | فوز                | [ 14 ] [ 15 ] [ 16 ] |

## روابط خارجية
مقالات تستعمل روابط فنية بلا صلة مع ويكي بيانات